# Jonathan Stroud
Jonathan Anthony Stroud (n. 27 octombrie 1970, Bedford, Anglia, Regatul Unit) este un scriitor britanic de romane fantastice, cunoscut mai ales pentru secvența pentru tineri Bartimaeus și seria pentru copii Lockwood și Asociații. De obicei, cărțile sale reprezintă câte o istorie alternativă localizată în Londra, cu elemente fantastice și sunt caracterizate de tonul satiric și utilizarea puterilor paranormale. Seria Bartimaeus a primit Grand Prix de l'Imaginaire⁠(d) și Mythopoeic Fantasy Awards . Lucrările lui Stroud au fost, de asemenea, prezentate pe ALA (Listele notabile de cărți pentru copii și tineri adulți). În 2020, Netflix a anunțat că va difuza un serial TV bazat pe Lockwood și Asociații, filmările fiind începute în iulie 2021.

## Biografie și carieră
Născut în 1970 în Bedford, Anglia, Stroud a început să scrie povești de la o vârstă foarte fragedă. A crescut în St Albans, unde a învățat la Wheatfields Junior School și St Albans Boys' School. Îi plăcea să citească cărți, să deseneze și să scrie povești. El atribuie dragostea lui pentru citit și scris faptului că a fost bolnav de la vârsta de șapte ani până la nouă ani. Pentru a scăpa de plictiseală, se ocupa cu cărți și povești. După ce și-a terminat studiile de literatură engleză la Universitatea din York, a lucrat la Londra ca editor pentru magazinul Walker Books. În anii 1990 a început să-și publice propriile lucrări și a avut rapid succes.
Printre lucrările sale se numără bestsellerul Trilogia Bartimaeus, care a fost remarcată pentru satiră și pentru utilizarea magiei pentru a explora teme ale luptei de clasă. Povestind din perspectiva lui Bartimaeus, un djinni sarcastic și ușor egocentric, Stroud examinează stereotipurile și etica clasei magicienilor și a demonilor înrobiți. Cărțile din această serie, prima sa publicată în Statele Unite, sunt Amuleta din Samarkand, Ochiul lui Golem, Poarta lui Ptolemeu și prequelul Inelul lui Solomon.
În 2013 a fost lansată prima carte din seria Lockwood & Co (care este despre o agenție de vânători de fantome⁠(d) dintr-o Anglie devastată de fantome), Lockwood & Co.: The Screaming Staircase care a fost bine apreciată de critici, Rick Riordan numindu-l pe Stroud un „geniu”. A doua carte, The Whispering Skull, a fost lansată în septembrie 2014. Un al treilea roman, intitulat The Hollow Boy, a fost anunțat printr-un concurs orchestrat de Stroud, în care a cerut cititorilor să trimită o idee pentru o fantomă care să apară în a treia poveste. A patra carte, The Creeping Shadow, a fost publicată în 2016, iar ultima carte din serie, The Empty Grave, a fost publicată în 2017.
La sfârșitul anului 2020 Netflix a anunțat că seria de cărți ale lui Stroud Lockwood & Co. va fi ecranizat pentru televiziune într-un serial produs de Nira Park, Rachael Prior și Joe Cornish. Filmările au început în iulie 2021 la Londra.
Stroud locuiește în St Albans, Hertfordshire, împreună cu cei trei copii ai săi și cu soția sa, Gina, o ilustratoare de cărți pentru copii.